# مرغی که آرزوی پرواز داشت
مرغی که آرزوی پرواز داشت (کره‌ای: 마당을 나온 암탉; لاتین‌نویسی اصلاح‌شده: Madangeul Naon Amtak) رمانی است که در سال ۲۰۰۰ توسط هوانگ سان می منتشر شد.

## نقدها
این رمان نقدهای مثبتی از جان کانگ نویسندهٔ ساوت چاینا مورنینگ پست و گاردین دریافت کرد که گاردین اصالت داستان را ستود. پابلیشرز ویکلی این کتاب را «به خوانندگان علاقه‌مند به موضوع خودیاری» به شدت پیشنهاد کرد.

## اقتباس فیلم انیمیشن
یک انیمیشن اقتباسی به همین نام در ۲۸ ژوئیه ۲۰۱۱ منتشر شد.